# 1992 في مصر
فيما يلي قوائم الأحداث التي وقعت خلال عام 1992 في مصر.

## أفلام
من الأفلام التي صدرت هذه السنة في مصر:
- 1 يناير – آيس كريم في جليم من إخراج خيري بشارة.
- 1 يناير – الحب في الثلاجة من إخراج سعيد حامد.
- 1 يناير – الحجر الداير من إخراج محمد راضي.
- 1 يناير – الفاس في الراس
- 1 يناير – الهجامة
- 1 يناير – تمت أقواله
- 1 يناير – حكايات الغريب من إخراج إنعام محمد علي.
- 1 يناير – رحلة الخلود
- 1 يناير – فخ الجواسيس من إخراج أشرف فهمي.
- 1 يناير – مهمة في تل أبيب من إخراج نادر جلال.
- 11 يونيو – الإرهاب والكباب من إخراج شريف عرفة.
- 22 يونيو – رغبة متوحشة من إخراج خيري بشارة.
- 26 أكتوبر – عيون الصقر

## موسيقى

### ألبومات
من الألبومات التي صدرت هذه السنة في مصر:
- 1 يناير – آيس كريم في جليم من غناء عمرو دياب.
- 1 يناير – كواحل من غناء حميد الشاعري.

## مواليد

### يناير
- 1 يناير – إسلام محارب لاعب كرة قدم مصري.
- 1 يناير – محمود عبد العاطي لاعب كرة قدم مصري.
- 2 يناير – علي فتحي لاعب كرة قدم مصري.
- 3 يناير – سعيد محمد قطة لاعب كرة قدم مصري.
- 9 يناير – باسم عبد العزيز لاعب كرة قدم مصري.
- 30 يناير – عمر جابر لاعب كرة قدم مصري.

### فبراير
- 1 فبراير – علي غزال لاعب كرة قدم مصري.
- 10 فبراير – عبد الرحمن شعلان مصارع سومو مصري.

### مارس
- 1 مارس – محمد إبراهيم لاعب كرة قدم مصري.
- 26 مارس – داليا الجبالي سبّاحة مصرية.

### أبريل
- 1 أبريل – عمرو مرعي لاعب كرة قدم مصري.

### مايو
- 5 مايو – محمود عزت لاعب كرة قدم مصري.
- 26 مايو – شريف علاء لاعب كرة قدم مصري.

### يونيو
- 1 يونيو – لؤي وائل لاعب كرة قدم بلجيكي.
- 15 يونيو – محمد صلاح لاعب كرة قدم دولي مصري.
- 16 يونيو – عاصم مرعي لاعب كرة سلة مصري.

### يوليو
- 2 يوليو – رمزي خالد لاعب كرة قدم مصري.
- 6 يوليو – محمد عواد لاعب كرة قدم مصري.
- 11 يوليو – محمد النني لاعب كرة قدم مصري.
- 16 يوليو – يوسف رمضان لاعب كرة قدم مصري.

### سبتمبر
- 11 سبتمبر – محمد عادل عبد الفضيل لاعب كرة قدم مصري.

### نوفمبر
- 9 نوفمبر – أحمد الشيخ لاعب كرة قدم مصري.
- 25 نوفمبر – ريم عبد العظيم سبّاحة مصرية.

### ديسمبر
- 23 ديسمبر – شذى عبد الرحمن سبّاحة مصرية.
- 26 ديسمبر – أكرم عبد ربه لاعب كرة قدم مصري.

## وفيات

### يناير
- 1 يناير – حامد جوهر (مواليد 1907)
- 1 يناير – عطية حمودة (مواليد 1914) ربّاع مصري.
- 20 يناير – عبد الخالق حسونة (مواليد 1898) دبلوماسي مصري.
- 25 يناير – محمود رياض (مواليد 1917) دبلوماسي مصري و الأمين العام الثالث لجامعة الدول العربية.

### يونيو
- 8 يونيو – فرج فودة (مواليد 1945)

### ديسمبر
- 9 ديسمبر – يحيى حقي (مواليد 1905) كاتب مصري.